# USS Bennett (DD-473)
USS Bennett (DD-473) — эскадренный миноносец типа «Флетчер» ВМС США. Имя получил в честь военного лётчика Флойда Беннетта, участника первого в истории полёта к Северному полюсу.

Спущен на воду на верфи Boston Navy Yard 16 апреля 1942 года. Крёстной матерью корабля стала вдова Беннетта. Корабль вступил в строй 9 февраля 1943 года.

С 1959 по 1978 год входил в состав ВМС Бразилии под названием Paraíba (D-28). Один из семи «Флетчеров», переданных бразильскому флоту.

## История

### Вторая Мировая война
31 мая 1943 года корабль прибыл на базу в Пёрл-Харбор и в течение следующих двух месяцев занимался патрулированием близ Гавайских островов. В конце августа перешёл на Эфате и до 28 октября нёс службу у Новых Гебрид.

С 4 ноября действовал в районе Соломоновых островов. В частности, участвовал в высадках десанта на Бугенвиль (1 ноября 1943) и Грин Айленд (15 февраля 1944). 18 февраля 1944 года обстреливал японскую базу в Кавиенге, 29 февраля - на Рабауле.

С 14 июня по 1 июля был задействован в операции на острове Сайпан. Со 2 по 16 августа - в сражении за Гуам. В сентябре входил в состав сил, участвующих во вторжении на Палау. 25 октября 1944 года вернулся в Сан-Франциско для ремонта.

С 24 декабря вновь в Пёрл-Харбор. С 19 февраля по 5 марта 1945 года - участник битвы за Иводзиму. В ходе этой операции, 1 марта получил повреждения от японской бомбы.

В 08:50 утра 7 апреля был атакован камикадзе, получил сильные повреждения в машинном отделении, лишился электроэнергии. Семь членов экипажа погибло, 14 получили ранения. Повреждённый эсминец сумел своим ходом дойти до базы на Керама Ретто, а на следующий день был уведён буксиром Yuma на Сайпан. После исправления основных повреждений, направился на ремонт на верфь Puget Sound Naval Shipyard в Бремертоне. На ремонте простоял до августа. После завершения работ направился в Адак. Затем нанёс визит в Петропавловск-Камчатский, где пробыл с 28 августа по 26 сентября.

21 декабря 1945 года вернулся в Сан-Диего, 18 апреля 1946 года был выведен в резерв.

### ВМС Бразилии
В декабре 1959 года был передан Бразилии. Нёс службу в составе её флота под названием Paraíba (D-28). В 1978 году корабль был исключён из состава флота и разделан на металл.

## Награды
За заслуги в ходе Второй Мировой войны эсминец был награждён девятью Боевыми звёздами и удостоился Благодарности от командования.